# واریگ
واریگ (انگلیسی: Varig) شرکت هواپیمایی برزیلی بود، که در سال ۱۹۲۷ تأسیس در سال ۲۰۰۷ منحل شد.